# Mittainville
Mittainville és un municipi francès, situat al departament d'Yvelines i a la regió de Illa de França. L'any 2007 tenia 627 habitants.
Forma part del cantó de Rambouillet, del districte de Rambouillet i de la Comunitat d'aglomeració Rambouillet Territoires.

## Demografia

### Població
El 2007 la població de fet de Mittainville era de 627 persones. Hi havia 208 famílies, de les quals 32 eren unipersonals (16 homes vivint sols i 16 dones vivint soles), 64 parelles sense fills, 104 parelles amb fills i 8 famílies monoparentals amb fills.
La població ha evolucionat segons el següent gràfic:
Habitants censats

### Habitatges
El 2007 hi havia 262 habitatges, 217 eren l'habitatge principal de la família, 39 eren segones residències i 6 estaven desocupats. 255 eren cases i 4 eren apartaments. Dels 217 habitatges principals, 199 estaven ocupats pels seus propietaris, 10 estaven llogats i ocupats pels llogaters i 8 estaven cedits a títol gratuït; 6 tenien dues cambres, 15 en tenien tres, 36 en tenien quatre i 160 en tenien cinc o més. 179 habitatges disposaven pel capbaix d'una plaça de pàrquing. A 60 habitatges hi havia un automòbil i a 146 n'hi havia dos o més.

### Piràmide de població
La piràmide de població per edats i sexe el 2009 era:
| Homes | Edats   | Dones |
| ----- | ------- | ----- |
| 0     | 95 o +  | 0     |
| 0     | 90 a 94 | 0     |
| 4     | 85 a 89 | 0     |
| 0     | 80 a 84 | 0     |
| 0     | 75 a 79 | 8     |
| 12    | 70 a 74 | 4     |
| 8     | 65 a 69 | 12    |
| 16    | 60 a 64 | 8     |
| 24    | 55 a 59 | 24    |
| 24    | 50 a 54 | 20    |
| 24    | 45 a 49 | 32    |
| 20    | 40 a 44 | 28    |
| 20    | 35 a 39 | 20    |
| 8     | 30 a 34 | 8     |
| 4     | 25 a 29 | 0     |
| 16    | 20 a 24 | 8     |
| 40    | 15 a 19 | 20    |
| 36    | 10 a 14 | 16    |
| 20    | 5 a 9   | 28    |
| 4     | 0 a 4   | 4     |

## Economia
El 2007 la població en edat de treballar era de 403 persones, 284 eren actives i 119 eren inactives. De les 284 persones actives 272 estaven ocupades (152 homes i 120 dones) i 12 estaven aturades (3 homes i 9 dones). De les 119 persones inactives 49 estaven jubilades, 36 estaven estudiant i 34 estaven classificades com a «altres inactius».

### Ingressos
El 2009 a Mittainville hi havia 217 unitats fiscals que integraven 642 persones, la mediana anual d'ingressos fiscals per persona era de 22.956 €.

### Activitats econòmiques
Dels 33 establiments que hi havia el 2007, 9 eren d'empreses de construcció, 5 d'empreses de comerç i reparació d'automòbils, 3 d'empreses de transport, 3 d'empreses d'informació i comunicació, 1 d'una empresa financera, 9 d'empreses de serveis, 2 d'entitats de l'administració pública i 1 d'una empresa classificada com a «altres activitats de serveis».
Dels 7 establiments de servei als particulars que hi havia el 2009, 1 era un paleta, 2 guixaires pintors, 2 fusteries i 2 lampisteries.
Els 2 establiments comercials que hi havia el 2009 eren botigues de mobles.
L'any 2000 a Mittainville hi havia 8 explotacions agrícoles que ocupaven un total de 488 hectàrees.

## Equipaments sanitaris i escolars
El 2009 hi havia una escola elemental.

## Poblacions més properes
El següent diagrama mostra les poblacions més properes.